# Mitotichthys meraculus
Mitotichthys meraculus és una espècie de peix de la família dels singnàtids i de l'ordre dels singnatiformes.

## Morfologia
- Les femelles poden assolir 22,2 cm de longitud total.[4]

## Reproducció
És ovovivípar i el mascle transporta els ous en una bossa ventral, la qual es troba a sota de la cua.

## Hàbitat
És un peix marí de clima subtropical.

## Distribució geogràfica
Es troba a Austràlia Occidental.